# Nobles Nob Mine
Nobles Nob Mine är en gruva i Australien. Den ligger i kommunen Barkly och territoriet Northern Territory, omkring 890 kilometer sydost om territoriets huvudstad Darwin. Nobles Nob Mine ligger 352 meter över havet.
Trakten runt Nobles Nob Mine är nära nog obefolkad, med mindre än två invånare per kvadratkilometer.. Närmaste större samhälle är Tennant Creek, omkring 14 kilometer nordväst om Nobles Nob Mine.
Omgivningarna runt Nobles Nob Mine är i huvudsak ett öppet busklandskap. Genomsnittlig årsnederbörd är 495 millimeter. Den regnigaste månaden är december, med i genomsnitt 127 mm nederbörd, och den torraste är juni, med 1 mm nederbörd.